# Mahabharata

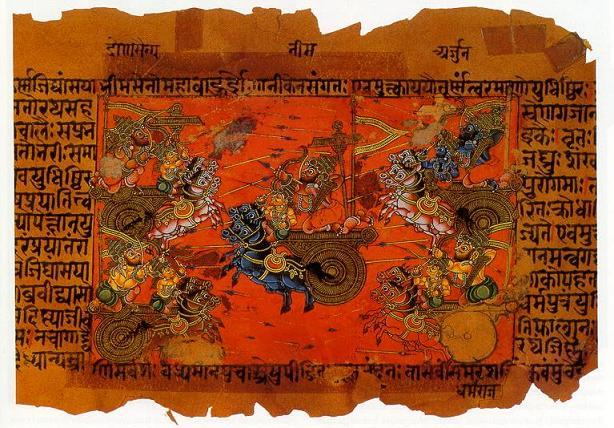
Schlacht zu Kurukshetra in einem Mahabharata-Manuskript

Das Mahabharata (Sanskrit महाभारत Mahābhārata [mʌhaːˈbʱaːrʌtʌ] „die große Geschichte der Bharatas“) ist das bekannteste indische Epos. Man nimmt an, dass es erstmals zwischen 400 v. Chr. und 400 n. Chr. niedergeschrieben wurde, aber auf älteren Traditionen beruht. Es umfasst etwa 100.000 Doppelverse.

## Bedeutung
Große indische Dichter, wie z. B. Kalidasa, haben immer wieder auf das Mahabharata sowie auf das Ramayana, das zweite große Volksepos Indiens, zurückgegriffen. Die Epen bilden zusammen mit den Puranas und anderen Werken als Bestandteile der Smritis den Kern der hinduistischen Überlieferung. Den bedeutendsten philosophischen Text des Mahabharata, die Bhagavadgita, zählt man oft zu den Shrutis, den Offenbarungsschriften. Zusammen mit dem tibetischen Epos des Königs Gesar gehört das Mahabharata zu den umfangreichsten literarischen Werken der Welt.
Das Werk ist eines der wichtigsten Dharma-Bücher und darum für Hindus ein wichtiger Leitfaden. Es schneidet alle Aspekte hinduistischer Ethik an, weist einerseits orthodoxe Äußerungen auf, etwa über die Aufgaben der Kasten und Frauenpflichten. Andererseits erhebt es an vielen Stellen heftigen Protest dagegen.
Mit seiner großen Anzahl an Geschichten und Motiven sowie seinen unzähligen religiösen und philosophischen Parabeln wird die Bedeutung des Epos am besten mit dem Satz aus dem ersten Buch zusammengefasst: „Was hier gefunden wird, kann woanders auch gefunden werden. Was hier nicht gefunden werden kann, kann nirgends gefunden werden.“

## Entstehung
Das Mahabharata ist sowohl Heldenepos als auch ein bedeutendes religiöses und philosophisches Werk, dessen Ursprung möglicherweise in vedischer Zeit liegt. Traditionell wird der mythische Weise Vyasa als Autor angenommen, der in der Geschichte selbst eine Rolle spielt. Der Legende nach soll er es komponiert und dem elefantenköpfigen Gott Ganesha diktiert haben. Im Laufe der Jahrhunderte kam es immer wieder zu Veränderungen und Weiterentwicklungen des Werks, denn vieles wurde lange Zeit nur mündlich überliefert. Es besteht aus vielen Schichten, die sich im Laufe der Zeit anlagerten.

## Inhalt
Das Mahabharata ist in achtzehn Kapitel und einen Appendix unterteilt und enthält neben der Hauptgeschichte hunderte von Nebengeschichten und kleinere Episoden. Grundsätzlich beschäftigt sich das umfangreiche Epos mit allen Themen, die im Hinduismus wichtig sind: mit dem Leben der Geschöpfe, mit Tod und Wiedergeburt, mit Karma und Dharma (Rechtschaffenheit), beschreibt Glück und Leid, die Ergebnisse der guten und der schlechten Taten, das Opfer, sowie die verschiedenen Zeitalter, es beschäftigt sich mit den Göttern und überliefert uralte Hymnen.
Die Handlung beschreibt den Kampf der Kauravas mit den Pandavas, zweier verwandter Königsfamilien, auf dem Schlachtfeld in Kurukshetra (nördlich von Delhi). Es ist sehr wahrscheinlich, dass es sich im Kern um ein historisches Geschehen handelt, für viele Inder sind die Begebenheiten Tatsache. Der Kampf wird als schrecklicher Bruderkrieg dargestellt, bei dem viele Menschen starben. Er bildet auch den dramaturgischen Hintergrund der Bhagavad-Gita (Gesang Gottes).

### Die ältere Generation und die familiären Bindungen
Ein Fürst aus dem alt-indischen Herrschergeschlecht der Bharatas hatte drei Söhne: Dhritarashtra, Pandu und Vidura. Der älteste, der blinde Dhritarashtra, konnte wegen seiner Blindheit den Thron nicht besteigen. Trotzdem übertrug der regierende Pandu nach einiger Zeit den Thron seinem blinden Bruder und zog sich mit seinen beiden Frauen Kunti und Madri in die Wälder zurück. Dort wurden ihm, bevor er starb, fünf Söhne geboren, die allesamt von Göttern gezeugten Pandavas (Söhne von Pandu): Yudhishthira, Bhima, Arjuna, sowie die Zwillinge Nakula und Sahadava. Der regierende blinde König Dhritarashtra hatte einhundert Söhne, die Kauravas (benannt nach dem Urahn Kuru) von denen der älteste, Duryodhana, zum Hauptgegenspieler der Pandavas wurde.
Der Haupterzählstrang des Mahabharata beschäftigt sich mit dem Konflikt zwischen diesen beiden verwandten Familien und ihren Verbündeten. Die Söhne Pandus und Dhritarashtras werden zusammen am Hofe in Hastinapur erzogen. Ihre Lehrer sind Kripa und Drona. Schon bald zeigt sich, dass die Söhne Pandus ihren Cousins an Kraft, Geschicklichkeit und Geisteshaltung überlegen sind. Die Kauravas unter Führung von Duryodhana versuchen mehrmals ihre Cousins – die Pandava-Brüder – zu schädigen, um ihre eigenen Ansprüche durchzusetzen. Aber die Pandavas können entkommen und streifen einige Jahre zusammen mit ihrer Mutter Kunti als Asketen verkleidet umher. Am Ende dieser Zeit gewinnt Arjuna die Hand der Prinzessin Draupadi auf ihrer Gattenwahl. Doch aufgrund ihres vorbestimmten Schicksals und durch ein Missverständnis von Kunti wird sie zur Ehefrau aller fünf Pandavas. Denn als die fünf Brüder zu ihrer Mutter Kunti nach Hause kommen, meint diese, ohne aufzuschauen und ohne die neue Schwiegertochter bemerkt zu haben, sie sollten untereinander alles teilen, was sie mitgebracht hätten. Da einem Befehl der Mutter nicht widersprochen werden darf, heiratet Draupadi alle fünf Söhne, obwohl dies nicht Sitte ist und trotz der Bedenken des regierenden Königs Dhritarashtra.

### Das Würfelspiel, Exil und Rückkehr
Im weiteren Verlauf der Geschichte besitzen die Pandavas und die Kauravas je ein Königreich, damit der Frieden gesichert werden kann. Aber die Kauravas organisieren ein Würfelspiel, in dem die Pandavas ihr gesamtes Königreich verlieren. Schließlich müssen die Pandavas zwölf Jahre lang im Exil leben und sich dann im dreizehnten Jahr unerkannt in der Gesellschaft aufhalten. In dieser Zeit erleben die Pandavas zahlreiche Abenteuer. Sie erhalten viele Waffen von den Göttern und verbringen ihr letztes Jahr am Hof des Königs Virata. Doch selbst nach diesen dreizehn Jahren verweigern die Kauravas unter der Führung von Duryodhana die Rechte der Pandavas, wobei sich auch der regierende blinde König Dhritarashtra mit seinem Beraterstab auf die Seite seiner Söhne stellt.

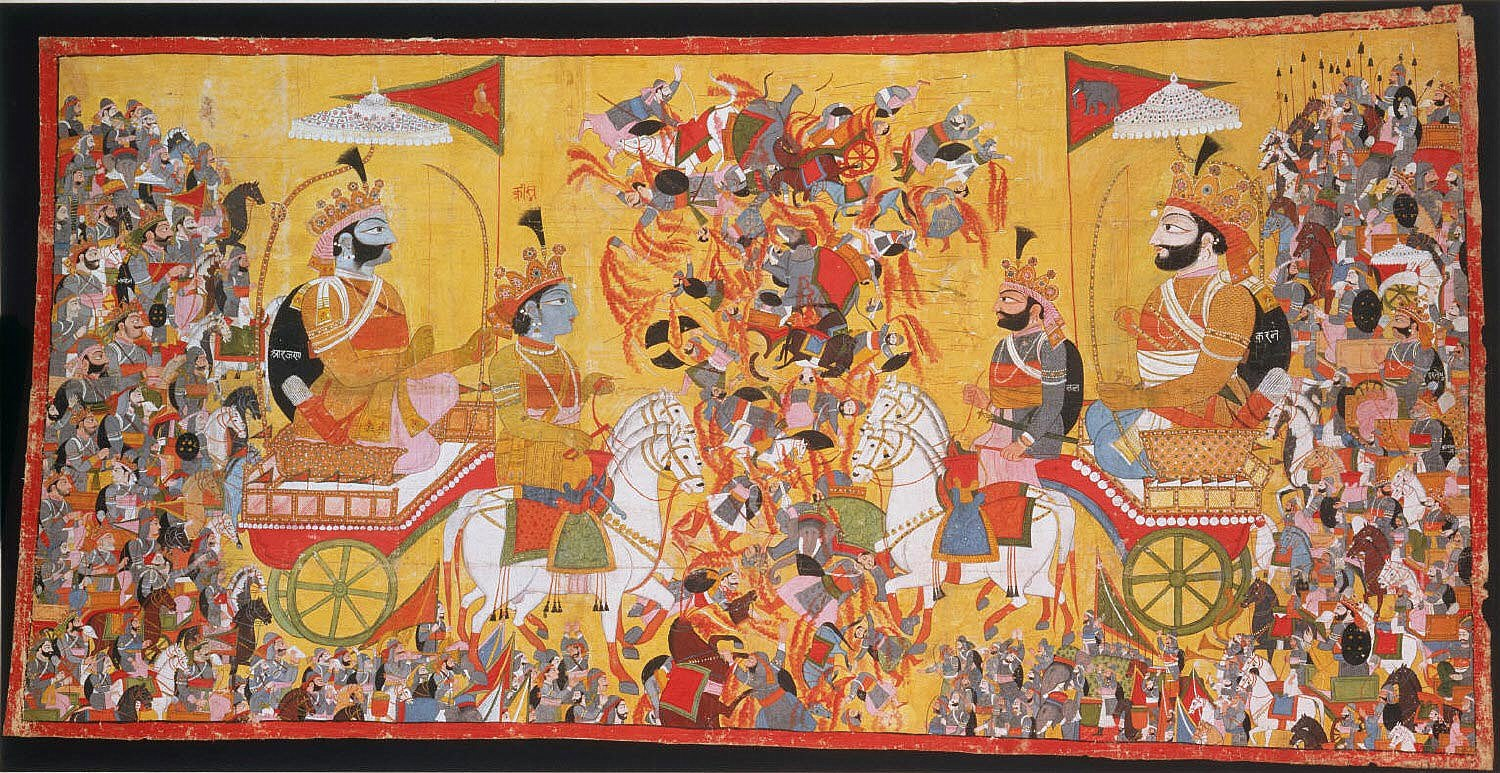
Arjuna und sein Wagenlenker Krishna treffen auf Karna (Miniaturmalerei, Nordindien um 1820)

### Die Schlacht zu Kurukshetra
So kommt es zum großen Krieg, bei dem elf Stämme auf der Seite der Kauravas gegen sieben auf der Seite der Pandavas kämpfen. Auch der mit beiden Familien verwandte König Krishna, von dem es heißt, dass er ein Avatar des Gottes Vishnu sei, beteiligt sich als Wagenlenker des Pandava Arjuna an der Auseinandersetzung. Vor Beginn der großen Schlacht vermittelt Krishna ihm die Lehren der Bhagavad-Gita. Die Bhagavad Gita ist eine alte hinduistische Schrift, die aus 700 Versen besteht. Sie ist ein wichtiger Teil des indischen Epos Mahabharata und ein grundlegender Text der indischen Philosophie und Spiritualität. Sie ist in Form eines Dialogs zwischen dem Prinzen Arjuna und der Gottheit Krishna verfasst und behandelt grundlegende philosophische und ethische Themen, darunter das Konzept der Pflicht (dharma), die Wege zur spirituellen Verwirklichung (moksha) und die Natur des Selbst (atman). Dieses zentrale Werk hat das hinduistische Denken entscheidend geprägt und nicht nur die religiöse Praxis, sondern auch die breiteren kulturellen und ethischen Diskurse beeinflusst. Schließlich, nach unsäglichem Leid auf beiden Seiten, gewinnen die Pandavas die Schlacht. Alle Söhne des blinden Königs Dhritarashtra sind tot.

### Das Ende der Pandavas
Nach einigen Jahren gehen die Pandava-Brüder mit ihrer Frau Draupadi auf eine Pilgerreise in den Himalaya. Bis auf Yudhishthira sterben unterwegs nacheinander alle. Ihm schließt sich ein Hund an, der ihm bis zum Himmelstor folgt. Nun wird der Pandava geprüft und er muss seine Lieben unter Qualen in der Hölle finden. Doch als sich herausstellt, dass Yudhishthira eher bei seiner Frau, seinen Brüdern und dem Hund bleiben will, als ohne diese die himmlische Herrlichkeit zu genießen, fällt sein menschlicher Körper endgültig von ihm ab und er erkennt, dass alles ein Trugbild zu seiner Prüfung war.
Deutung
Wie in allen hinduistischen Epen sind auch im Mahabharata Gut und Böse nicht polarisiert: Die „Bösen“ zeigen immer auch gute, liebenswerte Eigenschaften, wogegen die „Guten“ auch Schwächen haben und notfalls zu List und Lüge greifen: So gilt etwa Yudhishthira, der Älteste der fünf Pandava-Brüder, als Verkörperung von Dharma, der Rechtschaffenheit. Im verzweifelten Kampf in Kurukshetra spricht er trotzdem eine bewusste Lüge, damit der unbesiegbare Drona seine Waffen endlich niederlegt und geschlagen werden kann. Daraufhin senkt sich sein Kampfwagen, welcher bis dahin immer darüber geschwebt ist, auf die Erde hinab. Diese Lüge trägt schließlich auch dazu bei, dass die große Schlacht, weit jenseits jeglicher Kriegerehre, in einem Blutbad endet.

## Stammbaum der Kurus
|           |           |           |           |               |               |               |               |               |               |        |        |        |        |        |        |        |        |  |  |           |           |           |           |           |           |  |  |         |         |            |            | Kuru          |               |               |               |               |               |           |           |           |           |           |           |                |                |                |                |                |                |         |         |          |          |            |            |            |            |            |            |         |         |         |         |         |         |        |        |  |  |  |  |  |  |  |  |  |  |  |  |  |  |  |  |  |  |  |  |  |  |  |  |  |  |  |  |
|           |           |           |           |               |               |               |               |               |               |        |        |        |        |        |        |        |        |  |  |           |           |           |           |           |           |  |  |         |         |            |            |               |               |               |               |               |               |           |           |           |           |           |           |                |                |                |                |                |                |         |         |          |          |            |            |            |            |            |            |         |         |         |         |         |         |        |        |  |  |  |  |  |  |  |  |  |  |  |  |  |  |  |  |  |  |  |  |  |  |  |  |  |  |  |  |
| Parashara | Parashara | Parashara | Parashara | Parashara     | Parashara     |               |               |               |               |        |        |        |        |        |        |        |        |  |  | Satyavati | Satyavati | Satyavati | Satyavati | Satyavati | Satyavati |  |  |         |         |            |            | Shantanu      | Shantanu      | Shantanu      | Shantanu      | Shantanu      | Shantanu      |           |           |           |           |           |           |                |                |                |                | Ganga          | Ganga          | Ganga   | Ganga   | Ganga    | Ganga    |            |            |            |            |            |            |         |         |         |         |         |         |        |        |  |  |  |  |  |  |  |  |  |  |  |  |  |  |  |  |  |  |  |  |  |  |  |  |  |  |  |  |
| Parashara | Parashara | Parashara | Parashara | Parashara     | Parashara     |               |               |               |               |        |        |        |        |        |        |        |        |  |  | Satyavati | Satyavati | Satyavati | Satyavati | Satyavati | Satyavati |  |  |         |         |            |            | Shantanu      | Shantanu      | Shantanu      | Shantanu      | Shantanu      | Shantanu      |           |           |           |           |           |           |                |                |                |                | Ganga          | Ganga          | Ganga   | Ganga   | Ganga    | Ganga    |            |            |            |            |            |            |         |         |         |         |         |         |        |        |  |  |  |  |  |  |  |  |  |  |  |  |  |  |  |  |  |  |  |  |  |  |  |  |  |  |  |  |
|           |           |           |           |               |               |               |               |               |               |        |        |        |        |        |        |        |        |  |  |           |           |           |           |           |           |  |  |         |         |            |            |               |               |               |               |               |               |           |           |           |           |           |           |                |                |                |                |                |                |         |         |          |          |            |            |            |            |            |            |         |         |         |         |         |         |        |        |  |  |  |  |  |  |  |  |  |  |  |  |  |  |  |  |  |  |  |  |  |  |  |  |  |  |  |  |
|           |           |           |           |               |               | Vyasa1        | Vyasa1        | Vyasa1        | Vyasa1        | Vyasa1 | Vyasa1 |        |        |        |        |        |        |  |  |           |           |           |           |           |           |  |  |         |         |            |            |               |               |               |               |               |               |           |           | Bhishma2  | Bhishma2  | Bhishma2  | Bhishma2  | Bhishma2       | Bhishma2       |                |                |                |                |         |         |          |          |            |            |            |            |            |            |         |         |         |         |         |         |        |        |  |  |  |  |  |  |  |  |  |  |  |  |  |  |  |  |  |  |  |  |  |  |  |  |  |  |  |  |
|           |           |           |           |               |               | Vyasa1        | Vyasa1        | Vyasa1        | Vyasa1        | Vyasa1 | Vyasa1 |        |        |        |        |        |        |  |  | Ambalika  | Ambalika  | Ambalika  | Ambalika  | Ambalika  | Ambalika  |  |  |         |         |            |            | Vichitravirya | Vichitravirya | Vichitravirya | Vichitravirya | Vichitravirya | Vichitravirya |           |           | Bhishma2  | Bhishma2  | Bhishma2  | Bhishma2  | Bhishma2       | Bhishma2       |                |                |                |                |         |         |          |          |            |            |            |            |            |            |         |         | Ambika  | Ambika  | Ambika  | Ambika  | Ambika | Ambika |  |  |  |  |  |  |  |  |  |  |  |  |  |  |  |  |  |  |  |  |  |  |  |  |  |  |  |  |
|           |           |           |           |               |               |               |               |               |               |        |        |        |        |        |        |        |        |  |  | Ambalika  | Ambalika  | Ambalika  | Ambalika  | Ambalika  | Ambalika  |  |  |         |         |            |            | Vichitravirya | Vichitravirya | Vichitravirya | Vichitravirya | Vichitravirya | Vichitravirya |           |           |           |           |           |           |                |                |                |                |                |                |         |         |          |          |            |            |            |            |            |            |         |         | Ambika  | Ambika  | Ambika  | Ambika  | Ambika | Ambika |  |  |  |  |  |  |  |  |  |  |  |  |  |  |  |  |  |  |  |  |  |  |  |  |  |  |  |  |
|           |           |           |           |               |               |               |               |               |               |        |        |        |        |        |        |        |        |  |  |           |           |           |           |           |           |  |  |         |         |            |            |               |               |               |               |               |               |           |           |           |           |           |           |                |                |                |                |                |                |         |         |          |          |            |            |            |            |            |            |         |         |         |         |         |         |        |        |  |  |  |  |  |  |  |  |  |  |  |  |  |  |  |  |  |  |  |  |  |  |  |  |  |  |  |  |
|           |           |           |           |               |               |               |               |               |               |        |        |        |        |        |        |        |        |  |  |           |           |           |           |           |           |  |  |         |         |            |            |               |               |               |               |               |               |           |           |           |           |           |           |                |                |                |                |                |                |         |         |          |          |            |            |            |            |            |            |         |         |         |         |         |         |        |        |  |  |  |  |  |  |  |  |  |  |  |  |  |  |  |  |  |  |  |  |  |  |  |  |  |  |  |  |
|           |           |           |           | KuntiA        | KuntiA        | KuntiA        | KuntiA        | KuntiA        | KuntiA        |        |        |        |        |        |        |        |        |  |  | Pandu3    | Pandu3    | Pandu3    | Pandu3    | Pandu3    | Pandu3    |  |  |         |         |            |            |               |               |               |               | MadriB        | MadriB        | MadriB    | MadriB    | MadriB    | MadriB    |           |           | Dhritarashtra3 | Dhritarashtra3 | Dhritarashtra3 | Dhritarashtra3 | Dhritarashtra3 | Dhritarashtra3 |         |         | Gandhari | Gandhari | Gandhari   | Gandhari   | Gandhari   | Gandhari   |            |            | Shakuni | Shakuni | Shakuni | Shakuni | Shakuni | Shakuni |        |        |  |  |  |  |  |  |  |  |  |  |  |  |  |  |  |  |  |  |  |  |  |  |  |  |  |  |  |  |
|           |           |           |           | KuntiA        | KuntiA        | KuntiA        | KuntiA        | KuntiA        | KuntiA        |        |        |        |        |        |        |        |        |  |  | Pandu3    | Pandu3    | Pandu3    | Pandu3    | Pandu3    | Pandu3    |  |  |         |         |            |            |               |               |               |               | MadriB        | MadriB        | MadriB    | MadriB    | MadriB    | MadriB    |           |           | Dhritarashtra3 | Dhritarashtra3 | Dhritarashtra3 | Dhritarashtra3 | Dhritarashtra3 | Dhritarashtra3 |         |         | Gandhari | Gandhari | Gandhari   | Gandhari   | Gandhari   | Gandhari   |            |            | Shakuni | Shakuni | Shakuni | Shakuni | Shakuni | Shakuni |        |        |  |  |  |  |  |  |  |  |  |  |  |  |  |  |  |  |  |  |  |  |  |  |  |  |  |  |  |  |
|           |           |           |           |               |               |               |               |               |               |        |        |        |        |        |        |        |        |  |  |           |           |           |           |           |           |  |  |         |         |            |            |               |               |               |               |               |               |           |           |           |           |           |           |                |                |                |                |                |                |         |         |          |          |            |            |            |            |            |            |         |         |         |         |         |         |        |        |  |  |  |  |  |  |  |  |  |  |  |  |  |  |  |  |  |  |  |  |  |  |  |  |  |  |  |  |
|           |           |           |           |               |               |               |               |               |               |        |        |        |        |        |        |        |        |  |  |           |           |           |           |           |           |  |  |         |         |            |            |               |               |               |               |               |               |           |           |           |           |           |           |                |                |                |                |                |                |         |         |          |          |            |            |            |            |            |            |         |         |         |         |         |         |        |        |  |  |  |  |  |  |  |  |  |  |  |  |  |  |  |  |  |  |  |  |  |  |  |  |  |  |  |  |
|           |           |           |           | Yudhishthira4 | Yudhishthira4 | Yudhishthira4 | Yudhishthira4 | Yudhishthira4 | Yudhishthira4 |        |        | Bhima4 | Bhima4 | Bhima4 | Bhima4 | Bhima4 | Bhima4 |  |  | Arjuna4   | Arjuna4   | Arjuna4   | Arjuna4   | Arjuna4   | Arjuna4   |  |  | Nakula4 | Nakula4 | Nakula4    | Nakula4    | Nakula4       | Nakula4       |               |               | Sahadeva4     | Sahadeva4     | Sahadeva4 | Sahadeva4 | Sahadeva4 | Sahadeva4 |           |           |                |                |                |                |                |                |         |         |          |          |            |            |            |            |            |            |         |         |         |         |         |         |        |        |  |  |  |  |  |  |  |  |  |  |  |  |  |  |  |  |  |  |  |  |  |  |  |  |  |  |  |  |
|           |           |           |           | Yudhishthira4 | Yudhishthira4 | Yudhishthira4 | Yudhishthira4 | Yudhishthira4 | Yudhishthira4 |        |        | Bhima4 | Bhima4 | Bhima4 | Bhima4 | Bhima4 | Bhima4 |  |  | Arjuna4   | Arjuna4   | Arjuna4   | Arjuna4   | Arjuna4   | Arjuna4   |  |  | Nakula4 | Nakula4 | Nakula4    | Nakula4    | Nakula4       | Nakula4       |               |               | Sahadeva4     | Sahadeva4     | Sahadeva4 | Sahadeva4 | Sahadeva4 | Sahadeva4 |           |           |                |                |                |                |                |                |         |         |          |          |            |            |            |            |            |            |         |         |         |         |         |         |        |        |  |  |  |  |  |  |  |  |  |  |  |  |  |  |  |  |  |  |  |  |  |  |  |  |  |  |  |  |
|           |           |           |           |               |               |               |               |               |               |        |        |        |        |        |        |        |        |  |  |           |           |           |           |           |           |  |  |         |         |            |            |               |               |               |               |               |               |           |           |           |           |           |           |                |                |                |                |                |                |         |         |          |          |            |            |            |            |            |            |         |         |         |         |         |         |        |        |  |  |  |  |  |  |  |  |  |  |  |  |  |  |  |  |  |  |  |  |  |  |  |  |  |  |  |  |
| Karna5    | Karna5    | Karna5    | Karna5    | Karna5        | Karna5        |               |               |               |               |        |        |        |        |        |        |        |        |  |  |           |           |           |           |           |           |  |  |         |         | Duryodhana | Duryodhana | Duryodhana    | Duryodhana    | Duryodhana    | Duryodhana    |               |               | Dushasana | Dushasana | Dushasana | Dushasana | Dushasana | Dushasana |                |                | Dussala        | Dussala        | Dussala        | Dussala        | Dussala | Dussala |          |          | (98 Söhne) | (98 Söhne) | (98 Söhne) | (98 Söhne) | (98 Söhne) | (98 Söhne) |         |         |         |         |         |         |        |        |  |  |  |  |  |  |  |  |  |  |  |  |  |  |  |  |  |  |  |  |  |  |  |  |  |  |  |  |

Legende
- 1: Vyasa ist der Sohn des Weisen Parashara und der Fischerstochter und späteren Königin Satyavati. Er gilt der Legende nach als Verfasser des Mahabharata.
- 2: Bhisma ist der Sohn des Königs Shantanu und der „Göttin“ Ganga. Damit sein Vater Shantanu die Fischerstochter Satyavati nach dem „Weggehen“ von Ganga heiraten kann, schwört er, keinen Anspruch auf den Thron zu erheben und kinderlos zu bleiben.
- 3: Um die Königslinie des Geschlechts der Kuru zu erhalten sind Pandu und Dhritarashtra nach dem Tode des Königs Vichitravirya auf Wunsch der Königinmutter Satyavati von Vyasa gezeugt worden.
- 4: Die Pandavas sind als Söhne Pandus anerkannt (obwohl sie von verschiedenen Göttern gezeugt wurden).
- 5: Karna ist von Kunti vor der Heirat mit Pandu geboren worden; er ist ein Halbbruder von Yudhishthira, Bhima und Arjuna. Dies wissen die Drei jedoch nicht. Sie kämpfen gegeneinander.
- A: Kunti ist die erste Frau des Königs Pandu. Sie ist die Mutter von Yudhishhtira, Bhima, Arjuna und Karna.
- B: Madri ist die zweite Frau des Königs Pandu. Sie ist die Mutter der Zwillinge Nakula und Sahadeva. Nach dem Tode des Königs Pandu ist sie es, die mit dem Leichnam verbrannt wird (Witwenverbrennung).

## Struktur
Das Mahabharata ist in achtzehn Parvas (Bücher, Kapitel) unterteilt:
1. Adiparva – Einführung, Geburt und frühe Jahre der Prinzen
2. Sabhaparva – Leben im Königshof, das Würfelspiel, und das Exil der Pandavas.
3. Aranyakaparva (auch Vanaparva, Aranyaparva) – Die 12 Jahre im Exil.
4. Virataparva – Das letzte Jahr im Exil
5. Udyogaparva – Vorbereitungen für den Krieg
6. Bhishmaparva – Der erste Teil des großen Kriegs, mit Bhisma als Kommandant der Kauravas.
7. Dronaparva – Der Krieg geht weiter, mit Drona als Kommandant.
8. Karnaparva – Wieder der Krieg, mit Karna als Kommandant.
9. Salyaparva – Der letzte Teil der Schlacht, mit Salya als Kommandant.
10. Sauptikaparva – Ashvattama und die letzten Kauravas töten die Pandava Armee im Schlaf.
11. Striparva – Gandhari und andere Frauen trauern um die Toten.
12. Shantiparva – Die Krönung von Yudhishthira, und seine Instruktionen von Bhishma
13. Anushasanaparva – Die letzten Instruktionen von Bhisma.
14. Ashvamedhikaparva – Die königliche Zeremonie oder Ashvameda, ausgeführt von Yudhisthira.
15. Ashramavasikaparva – Dhritarashtra, Gandhari, Kunti gehen in ein Ashram, und sterben später
16. Mausalaparva – Der Kampf unter den Yadavas.
17. Mahaprasthanikaparva  – Der erste Teil des Pfads zum Tod der Pandavas
18. Svargarohanaparva – Die Pandavas erreichen die spirituelle Welt.

Einige wichtige Geschichten und Texte, die Teil des Mahabharata sind:
1. Bhagavad Gita – Die Lehren von Krishna an Arjuna, im Bhishmaparva.
2. Nala und Damayanti – eine Liebesgeschichte, im Aranyakaparva.
3. Savitri und Satyavan – eine Geschichte todesmutiger ehelicher Treue, im Aranyakaparva
4. Krishnavatara – die Geschichte von Krishna.
5. Rama – eine Zusammenfassung des Ramayana, im Aranyakaparva.
6. Vishnu sahasranama – berühmte Hymne an Vishnu, im Anushasanaparva.
7. Anugita – ein weiterer Dialog von Krishna mit Arjuna.
8. Geschichte von Matsya, dem Fischavatar Vishnus, der in Gestalt des Fisches lehrt, im Varnaparva.
9. Das Quirlen des Milchozeans – Erscheinen der Göttin Lakshmi aus dem Urmeer und Vishnus
Avatar als Schildkröte (Kurma), im Adiparva

## Geschichtliche Hypothesen
Manche früheren Historiker sahen im Kampf zwischen Kauravas und Pandavas die dichterische Verarbeitung des Konflikts zwischen arischen Stämmen, den Aryas, die, wie angenommen wird, ab etwa 1500 v. Chr. in Nordindien einwanderten, und der „Urbevölkerung“ Nordindiens. Dafür spricht die in den restlichen Teil der Erzählung eingefügte Philosophie der Bhagavad Gita, die den Kampf rechtfertigt. Diese Theorie verlor allerdings aufgrund archäologischer Funde und genetischer Untersuchungen die wissenschaftliche Unterstützung.
Gegen die Theorie eines Krieges zwischen Ariern und Urbevölkerung spricht außerdem, dass es sich beim beschriebenen Kampf zwischen Pandavas und Kauravas um einen Kampf zwischen Verwandten handelte, was eher dafür spräche, dass er innerhalb der arischen Stämme stattfand.
Die Historizität, und erst recht die Datierung des Mahabharata-Kriegs, ist unklar; archäoastronomische Kalkulationen, die ihn verschiedentlich auf 1478 v. Chr., 1924 v. Chr. oder 3137 v. Chr. festlegen, sind weitgehend diskreditiert. Im Jahr 3102 v. Chr. fängt nach hinduistischer Mythologie das Kali-Yuga an, das dunkle Zeitalter; es soll der Zeitpunkt von Krishnas Tod am Ende des Mahabharatas sein.

## Bearbeitungen

### Literarische Bearbeitungen
Der Dichter Bhasa (vor dem 3. Jahrhundert) schuf eine Reihe dramatischer Bearbeitungen des Stoffes in Sanskrit, darunter:
- Madhyamavyayogam
- Dutavakyam
- Karnabharam
- Pancaratram
- Dutaghatolkacam

Von Kalidasa (4. oder 5. Jahrhundert) behandeln folgende Werke den Mahabharata-Stoff:
- Shakuntala
- Kumarasambhava

Frühe Poetiken liegen mit Dhvanyaloka von Anandavardhana (9. Jahrhundert) und Locana von Abhinavagupta (10.–11. Jahrhundert) vor.

### Verfilmungen
Das Epos erfuhr seit der Stummfilmzeit zahlreiche Verfilmungen, überwiegend in den indischen Sprachen. Die wichtigsten davon sind:
- 1965: Mahabharat (Regie: Babubhai Mistri; u. a. mit Pradeep Kumar und Padmini)
- 1988–1990: Mahabharat (Regie: B. R. Chopra und Ravi Chopra) – 94-teilige Fernsehserie zu je 45 Minuten. Die Serie wurde über das nationale indische Fernsehen (Doordarshan) ausgestrahlt und war die populärste indische TV-Serie aller Zeiten (Die Serie ist auf 16 DVDs im Handel erhältlich; die 94 Episoden sind in Hindi mit englischen, französischen und spanischen Untertiteln versehen).
- 1989: Mahabharata (Regie: Peter Brook)
- 2012: Arjun The Warrior Prince (Digitalanimationsfilm, Regie: Arnab Chaudhuri)

### Vertonungen
- 1903: Nal'i Damajanti op. 47, Oper in drei Akten von Anton Arenski, Libretto von Modest Tschaikowski (dem Bruder von Pjotr Iljitsch Tschaikowski), dem Mahabharata in Wassili Schukowskis Übersetzung ins Russische, Uraufführung 9. Januarjul. / 22. Januar 1904greg. in Moskau.

### Weiteres
- Arjun : Warrior of Mahabharat ist ein von der Firma ServeSilicon Technologies entwickeltes Rollenaction-Spiel (2013).[2]